# Central Connect Airlines
Job Air — Central Connect Airlines, действовавшая как Central Connect Airlines, — в прошлом чешская авиакомпания со штаб-квартирой в городе Острава. Осуществляла пассажирские и грузовые авиаперевозки в Вену (в качестве дополнения к маршрутной сети австрийской авиакомпании Austrian Airlines), Прагу и Брно (Чехия), Сплит и Задар (Хорватия), а также выполняла чартерные рейсы по аэропортам региона.
Портом приписки авиакомпании и её главным транзитным узлом (хабом) являлся Международный аэропорт имени Леоша Яначека в Остраве.
Закончила свою деятельность в первом полугодии 2014 года в результате банкротства.

## История
Авиакомпания была образована в 2005 году в качестве дочернего предприятия компании Central Connect Group.
В декабре 2008 года штатная численность сотрудников авиакомпании составляла 110 человек.
Job Air прекратила свою деятельность 30. 6. 2014, поскольку разрешённая судом реорганизация ей не удалась и компании не удалось выйти из убытка. Без собственных средств и поддержки бизнес-партнёров деятельность компании была бесперспективной и суд назначил конкурсную процедуру банкротства.

## Маршрутная сеть
- Австрия
  - Вена — Венский международный аэропорт
- Бельгия
  - Брюссель — Брюссельский аэропорт

- Чехия
  - Брно — Аэропорт Брно-Туржаны

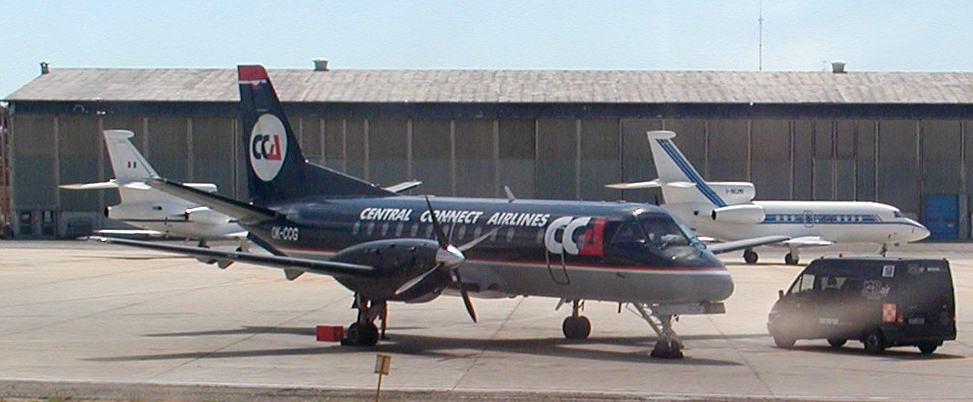
Saab 340 авиакомпании Central Connect Airlines

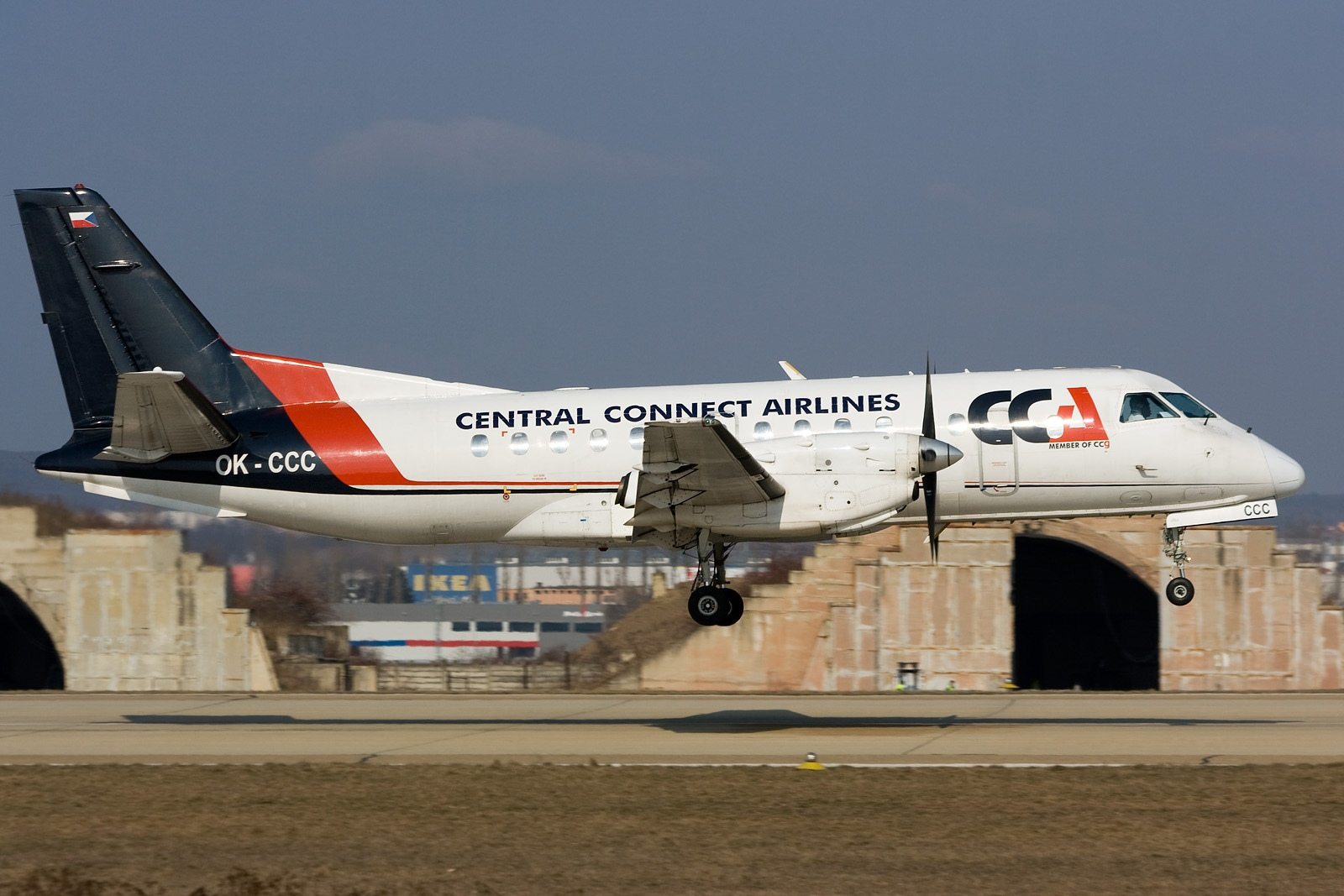
Заход на посадку Saab 340 авиакомпании Central Connect Airlines в аэропорту Брно-Туржаны

  - Острава — Международный аэропорт имени Леоша Яначека хаб
  - Прага — Международный аэропорт Рузине
- Германия
  - Лейпциг — Аэропорт Лейпциг/Галле
- Польша
  - Познань — Аэропорт Познань

## Флот
По состоянию на 12 марта 2011 года воздушный флот авиакомпании Central Connect Airlines составляли следующие самолёты:
- 2 Saab 340A (грузовой вариант)
- 4 Saab 340B